# 12068 Khandrika
12068 Khandrika eller 1998 FZ53 är en asteroid i huvudbältet som upptäcktes den 20 mars 1998 av LINEAR i Socorro County, New Mexico. Den är uppkallad efter Harish Gautam Khandrika.
Asteroiden har en diameter på ungefär 3 kilometer.